# かんさいミュージックBOX なみはな
『かんさいミュージックBOX なみはな』（かんさいミュージックボックス・なみはな）は、NHK-FMで2016年4月4日から2018年3月30日まで、放送されていたNHK大阪放送局製作で近畿地方向けのラジオ番組。

## 概要
2016年3月まで放送されていた前番組の「FMサウンドポケット なみはな」をリニューアルする形で放送開始。
「FMサウンドポケット なみはな」時代に存在したジャンルテーマ等が廃止され、基本的に近畿地方出身のアーティストにスポットを当てて特集する形へ変更。これにより、ゲストコーナーが中心となりつつある編成に変更し、懐メロなども一切流さなくなった。
また、祝日・ゴールデンウィーク等では特番が放送されるため、当番組は基本的に休止となる。そのため、場合によって一度も放送されない週もある。
2013年以後、ラジオの地域情報番組をFMから中波のラジオ第1放送にシフトし、多くのFMでの独自の番組が廃止、ないしは放送規模を一部縮小する中で、前番組に続き広域放送のブロック単位で唯一FMの地域番組を継続している。（関東地方においては、横浜・さいたまの両局が18時台にそれぞれの県域放送番組を編成している）また全国で唯一、ラジオ第1（関西ラジオワイド）・FM双方で夕方の地域情報番組を編成する地域でもある。
2018年3月30日放送を以て終了。最終回は2人が一緒に出演した。4月以後は「夜のプレイリスト」前週分再放送のネット受けとなるため、ローカル番組は終了となった。

## パーソナリティ
隔週交代制であるため、曜日などは決まっておらず、週によっては出演しない場合もある。
- 老子知歩（2017年4月より）
- 堀千尋（2017年4月より）

過去
- 深町絵里（2016年度）
- 高木恵（2016年度）

## タイムテーブル
2016年4月現在のタイムテーブルであり、時間に関しては日によって変動する場合がある。
- 18:00 オープニング
- 18:03 リクエスト または アーティスト特集（ゲスト非登場時のみ）
- 18:10 ゲストアーティスト（ゲスト登場時のみ）
- 18:35 リクエスト または 番組がセレクトした楽曲
- 18:48 エンディング

## コーナー

### 番組終了時
- ゲストアーティスト

番組公式サイトには以下のコーナーに関しても掲載されていたが、行われなかった。
- 人気投票
- 店長のおすすめ
- 宅録ミュージシャン
- 軽音自慢

## ゲスト
番組公式サイト、出演者のサイトなどを元に更新。
2016年
- 4月4日：Li-Net[2]
- 4月6日：伊禮恵[3]
- 4月7日：BIBA[4]
- 4月13日：河島亜奈睦
- 4月14日：kogakusyu 翔[5]
- 4月15日：Pororoca Lindo
- 4月18日：谷井翔一[6]
- 4月19日：fox capture plan[7]
- 4月20日：ゴードマウンテン[8]
- 4月21日：ゆしん[9]
- 4月22日：カルメラ（西崎ゴウシ伝説、PAKshinのみ）[10]
- 4月25日：ふじたゆかり[11][12]
- 4月26日：1966 QUARTET[12]
- 4月27日：URGUEMENT ON THE ICE[12]
- 4月28日：永倉彩乃[12]
- 5月9日：Colors to cooks[13]
- 5月10日：Jam Flavor[13]
- 5月13日：SEKIRARA[13]
- 5月18日：花柄ランタン[14]
- 5月20日：佐合井マリ子[14]